# Lộc Fuho
Phạm Văn Lộc (sinh năm 1994), thường được biết đến với nghệ danh Lộc Fuho, là một nam YouTuber, Vlogger và hiện tượng mạng người Việt Nam. 
Vào năm 2020, anh trở thành "YouTuber phụ hồ" đầu tiên ở Việt Nam nhận được nút bạc và nút vàng YouTube. Anh cũng được coi là một trong những "YouTuber phụ hồ nghèo nhất Việt Nam". Năm 2021, anh đã tự phá vỡ kỷ lục trước đó của mình khi sở hữu số lượng người xem live stream lớn nhất Việt Nam với hơn 314 nghìn người xem cùng một lúc.

## Tiểu sử
Lộc Fuho, tên thật là Phạm Văn Lộc, sinh năm 1994 tại xã Diên Điền, huyện Diên Khánh, tỉnh Khánh Hoà. Sinh ra trong gia đình khó khăn, mẹ mất sớm nên từ nhỏ anh đã phải bươn chải kiếm sống bằng nghề phụ hồ kiếm tiền nuôi em gái. Ban đầu, anh được biết đến với tư cách là game thủ nổi tiếng qua trò chơi Audition.

## Sự nghiệp
Năm 2019, kênh YouTube Lộc Fuho TV được thành lập và bắt đầu đăng tải một số video có chủ đề về cuộc sống thường nhật hay cosplay thành các nhân vật nữ. Đến tháng 9 năm 2019, Lộc Fuho trở thành "YouTuber phụ hồ" đầu tiên nhận được nút bạc YouTube. Anh cũng nổi tiếng với những video xuất hiện bên cạnh tán tỉnh các cô gái xinh đẹp và được cộng đồng mạng đặt cho biệt danh "Thánh comment dạo" vì thường xuyên bình luận trên nhiều bài đăng khác nhau.
Lộc Fuho được coi là YouTuber thành công vì sau một năm hoạt động đã kiếm đủ tiền để xây riêng một căn nhà. Anh từng tiết lộ trong một video rằng số tiền trung bình mỗi tháng anh được YouTube trả là khoảng 40-50 triệu đồng. Sau 8 tháng lập kênh, anh đã thu được số tiền là 350 triệu đồng. Tháng 8 năm 2020, kênh YouTube đạt 1 triệu người đăng ký, qua đó Lộc Fuho tiếp tục trở thành "YouTuber phụ hồ" đầu tiên ở Việt Nam nhận nút vàng YouTube.
Từ giữa năm 2020, Lộc Fuho đã bắt đầu live stream dạy phụ hồ, trát vữa xây nhà. Trong những buổi live stream của mình, Lộc gọi người xem là "học trò" và tự xưng là "thầy", thậm chí còn chuẩn bị sẵn "giáo án" để dạy học sinh và tổ chức thi tay nghề cấp bằng phụ hồ. Ngày 21 tháng 8 năm 2021, live stream của Lộc Fuho đã có 257 nghìn người xem cùng một lúc, phá vỡ kỉ lục trước đó của bà Nguyễn Phương Hằng và Độ Mixi. Đến ngày 24 tháng 8, anh tự phá vỡ kỉ lục của chính mình khi có 314 nghìn người xem live stream cùng một lúc.

## Tranh cãi

### Vấn đề bản quyền
Vào tháng 10 năm 2020, kênh YouTube của Lộc Fuho đã bị xóa do nhận đủ 3 cảnh báo vi phạm bản quyền từ YouTube, tuy nhiên sau đó anh kháng cáo thành công và lấy lại được kênh YouTube của mình. Tháng 10 năm 2021, Lộc Fuho cho biết kênh YouTube này đã bị tắt kiếm tiền.

### Tranh chấp hợp đồng
Cuối năm 2020, trên mạng xã hội xuất hiện một bản hợp đồng được cho là của Lộc Fuho và một YouTuber khác có tên Anh chủ nhà. Trong bản hợp đồng này, Lộc Fuho được giao nhiệm vụ lên ý tưởng, quay video trong khi Anh chủ nhà phụ trách góp ý, hỗ trợ về mặt hình ảnh. Lợi nhuận sẽ chia theo tỉ lệ 6:4, Lộc Fuho được 6 phần và Anh chủ nhà được 4 phần từ mỗi video. Điều khoản của hợp đồng cũng ràng buộc rằng Lộc Fuho không được xuất hiện trong bất kỳ video nào khác ngoài kênh Lộc Fuho và có thời hạn hợp đồng kéo dài vĩnh viễn. Tuy nhiên, anh sau đó đã đơn phương chấm dứt hợp đồng trên vì những tranh chấp trong vấn đề bản quyền khi các video do vợ của anh đăng tải đã bị báo cáo gỡ khỏi YouTube và việc không chia đều tỷ lệ lợi nhuận như đã thỏa thuận trước đó.

### Nội dung "câu view"
Lộc Fuho từng vấp phải nhiều tranh cãi khi được cho là sản xuất những nội dung nhằm "câu view" từ người xem. Anh cũng thường xuyên tự so sánh mình với nam diễn viên Hàn Quốc Lee Min-hoo và cho rằng mình đẹp trai gấp đôi Sơn Tùng M-TP. Tiến sĩ Nguyễn Thị Quốc Minh, giảng viên trường Đại học Khoa học xã học và nhân văn Thành phố Hồ Chí Minh, đã lên tiếng chỉ trích về những buổi live stream "dạy phụ hồ" của anh và cho rằng những người tự phong là "thầy cô" trên mạng như Huấn Hoa hồng, Thầy giáo Ba... là tấm gương "hết sức nguy hại" cho trẻ em vì có thể gây ảnh hưởng trong giai đoạn định hình tính cách, nhân cách. Tháng 9 năm 2021, Lộc Fuho cùng vợ đã bị chỉ trích vì đăng tải một clip cho thấy tình cảm hai người rạn nứt và sắp chia tay và sau đó đính chính rằng chỉ là một trò đùa.

## Đời tư
Lộc Fuho có vợ là Kim Thủy, cũng là một YouTuber. Hai người đã kết hôn vào ngày 5 tháng 4 năm 2021 và có với nhau một con gái tên Phạm Ngọc Thu Hiền.

## Âm nhạc
| Năm  | Video âm nhạc | Tác giả         | Tham khảo |
| ---- | ------------- | --------------- | --------- |
| 2021 | "Chí Nam Nhi" | Bùi Duy Đạt     | [ 37 ]    |
| 2022 | "Thương Em"   | Châu Khải Phong |           |